# Brit Awards de 2007
O Brit Awards de 2007 foi a 27ª edição do maior prêmio anual de música pop do Reino Unido. Eles são administrados pela British Phonographic Industry e ocorreram em 14 de fevereiro de 2007 no Earls Court em Londres. A cerimônia, quando transmitida, atraiu 5,43 milhões de telespectadores. A cerimônia foi apresentada por Russell Brand, com Fearne Cotton entrevistando os vencedores nos bastidores, e a narração por Tom Baker. A cerimônia foi supostamente transmitido ao vivo pela primeira vez desde 1989, no ITV1; no entanto, foi revelado que estava em um atraso de 30 segundos. O som ocasionalmente caía, aparentemente em uma tentativa de censurar uma linguagem forte ("fuck" que sempre foi censurado), apesar de Liam Gallagher, Simon Pegg, Mark Owen e Host Brand terem sido audíveis na transmissão. A pré-cerimônia se chamava The BRITs Red Carpet e foi apresentado por Lauren Laverne, Matt Willis, Alesha Dixon e Russell Howard. A cerimônia que seguiu e foi chamada de The BRITs Encore.

## Performances
| Artista(s)            | Canção                                                                                                   |
| --------------------- | --- |
| Scissor Sisters       | "I Don't Feel Like Dancing"                                                                              |
| Snow Patrol           | "Chasing Cars"                                                                                           |
| Amy Winehouse         | "Rehab"                                                                                                  |
| The Killers           | "When You Were Young"                                                                                    |
| Take That             | "Patience"                                                                                               |
| Red Hot Chili Peppers | "Dani California"                                                                                        |
| Corinne Bailey Rae    | "Put Your Records On"                                                                                    |
| Oasis                 | Cigarettes & Alcohol" The Meaning of Soul "Morning Glory" Don't Look Back in Anger" "Rock 'n' Roll Star" |

## Vencedores e nomeados
| Álbum Britânico do Ano (apresentado por Sean Bean) | Single Britânico do Ano (apresentado por Alan Carr) |
| --- | --- |
| - Arctic Monkeys – Whatever People Say I Am, That's What I'm Not - Amy Winehouse – Back to Black - Lily Allen – Alright, Still - Muse – Black Holes and Revelations - Snow Patrol – Eyes Open | - Take That – "Patience" - Razorlight – "America" - Snow Patrol – "Chasing Cars" - The Feeling – "Fill My Little World" - Will Young – "All Time Love" - James Morrison – "You Give Me Something" Eliminado - Leona Lewis – "A Moment Like This" Eliminado - Lily Allen – "Smile" Eliminado - Corinne Bailey Rae – "Put Your Records On" Eliminado - Sandi Thom – "I Wish I Was a Punk Rocker" Eliminado - The Kooks – "She Moves in Her Own Way" Eliminado |
| Artista Solo Masculino Britânico (apresentado por Joss Stone) | Artista Solo Feminina Britânica (apresentado por Jo Whiley) |
| - James Morrison - Jarvis Cocker - Lemar - Paolo Nutini - Thom Yorke | - Amy Winehouse - Corinne Bailey Rae - Jamelia - Lily Allen - Nerina Pallot |
| Grupo Britânico (apresentado por Anthony Head) | Melhor Revelação Britânica (apresentado por Jarvis Cocker) |
| - Arctic Monkeys - Kasabian - Muse - Razorlight - Snow Patrol | - The Fratellis - Corinne Bailey Rae - James Morrison - The Kooks - Lily Allen |
| Melhor Performance Britânica ao Vivo (apresentado por Keith Allen) | Álbum Internacional (apresentado por Nick Frost & Simon Pegg) |
| - Muse - George Michael - Guillemots - Kasabian - Robbie Williams | - The Killers – Sam's Town - Bob Dylan – Modern Times - Gnarls Barkley – St. Elsewhere - Justin Timberlake – FutureSex/LoveSounds - Scissor Sisters – Ta-Dah |
| Artista Solo Masculino Internacional (apresentado por Erin O'Connor & Roland Mouret) | Artista Solo Feminina Internacional (apresentado por Ricky Wilson) |
| - Justin Timberlake - Beck - Bob Dylan - Damien Rice - Jack Johnson | - Nelly Furtado - Beyoncé - Cat Power - Christina Aguilera - Pink |
| Grupo Internacional (apresentado por Steven Tyler & Sophie Ellis-Bextor) | Melhor Revelação Internacional (apresentado por Toni Collette) |
| - The Killers - The Flaming Lips - Gnarls Barkley - Red Hot Chili Peppers - Scissor Sisters                                                                                                   | - Orson - Gnarls Barkley - The Raconteurs - Ray Lamontagne - Wolfmother |

### Contribuição Excepcional para a Música
- Oasis (apresentado por Russell Brand)

## Momentos notáveis
Algumas controvérsias foram causadas pelo apresentador da cerimônia de premiação de 2007, o comediante Russell Brand, que fez vários zombarias relacionados às notícias da época, incluindo a reabilitação da entrada do cantor Robbie Williams por vício em drogas prescritas, os "traços impertinentes" da rainha e um incidente de fogo amigável e fatal envolvendo um soldado britânico morto pelas forças armadas americanas no Iraque. O ITV1 recebeu mais de 300 chamadas de reclamações dos espectadores. Ele novamente instigaria controvérsia no ano seguinte no MTV Video Music Awards de 2008.